# Tehetetlenségi erő
A fizikában a tehetetlenségi erők (pszeudo-erők) olyan fiktív erők, amelyeket egy gyorsuló vonatkoztatási rendszer megfigyelője észlel egy test mozgásának leírásakor. Például ezért érezzük nehezebbnek a kezünkben tartott szatyort fölfele gyorsuló liftben, vagy kanyarodó jármű esetén is ilyen tehetetlenségi erő "vonzza" a kanyar külső íve fele a tárgyakat.
A pszeudo-erő maga a koordináta-rendszer gyorsulásának eredménye, ebből adódóan nem értelmezhetjük valódi fizikai interakcióként, azaz nem tudunk rámutatni arra a testre, amely részéről ez az erő a tanulmányozott testre hatott volna, ezért azt mondjuk, hogy a tehetetlenségi erők nem valódiak, fiktívek.
Az egyenes vonalú gyorsuló mozgást végző rendszerben fellépő fiktív erő mellett beszélhetünk még a forgó koordináta-rendszerekben fellépő 3 tehetetlenségi erőről, ezek: a centrifugális erő, a Coriolis-erő, és tangenciális gyorsulás esetén az Euler-erő.

## A tehetetlenségi erő észlelése
A Galilei-féle relativitási elv kimondja, hogy egy lezárt dobozban állandó sebességgel utazó megfigyelő semmilyen fizikai kísérlettel nem képes eldönteni saját mozgásállapotát, azaz, hogy mozog-e vagy sem. Másképp: az inerciarendszerek egyenértékűek egymással.
A gyorsuló dobozban utazó megfigyelő azonban a fellépő tehetetlenségi erőkből képes észlelni saját gyorsulási állapotát, tehát az egymáshoz képest gyorsuló vonatkoztatási rendszerek már nem egyenértékűek egymással.
Például a Foucault-inga egy olyan szerkezet, amely szemlélteti a Coriolis-erő hatását, mutatva a Föld forgását, azaz, hogy nem inerciarendszer.

## Példák

### Csak transzlációt végző gyorsuló koordináta-rendszerek
Legyen {\textstyle K} egy tehetetlenségi vonatkoztatási rendszer, {\textstyle K'} rendszer rendelkezzen ehhez képest egy {\textstyle a_{0}} transzlációs gyorsulással.
Az egyszerűség kedvéért a két vonatkoztatási rendszerből tanulmányozott test mozgását korlátozzuk csak az X-tengelyre. Ekkor a test K-beli és K'-beli helyzete között felírható az{\displaystyle x=x'+{\frac {1}{2}}a_{0}t^{2}}összefüggés, amelyet, ha kétszer deriválunk, megkapjuk a {\textstyle {\operatorname {d} ^{2}\!x \over \operatorname {d} \!t^{2}}={\operatorname {d} ^{2}\!x' \over \operatorname {d} \!t^{2}}+a_{0}} egyenletet, azaz{\displaystyle a=a'+a_{0},}innen a test tömegével beszorozva,{\displaystyle ma'=ma-ma_{0}}Ha {\textstyle K} rendszerben a testre ható erők eredője {\textstyle F=ma} alakban írható fel, a {\displaystyle K'} rendszerben {\textstyle ma'=F-ma_{0}} adódik eredőnek, ami azt jelenti, hogy a dinamika alaptörvénye a gyorsuló {\displaystyle K'} rendszerben csak akkor érvényes, ha a tehetetlenségi vonatkoztatási rendszer eredőjéhez még hozzáadjuk a {\textstyle -ma_{0}} tagot.
Innen érezhető, hogy a "tehetetlenségi" elnevezés honnan származik, ugyanis ha a {\textstyle K} rendszerben a testre ható erők eredője nulla, a {\displaystyle K'}-ben nyugvó megfigyelő azt, hogy a test éppen tehetetlenségénél fogva nem vesz részt a rendszer gyorsulásában, a testre ható {\textstyle F_{t}=-ma_{0}} erőként foghatja fel.
Konkrétabb példaként, egy {\textstyle a_{0}}gyorsulással felfele induló lift megfigyelője azért érzi súlyosabbnak a kezében tartott tárgyat, mert az eddigi {\displaystyle mg} helyett most {\displaystyle m(g+a_{0})} nagyságú erővel kell egyensúlyt tartania. Belső megfigyelőként a dinamika alaptörvényét {\displaystyle N-G-F_{t}=0} alakban írja fel, ahol N a tartóerő, G a test súlya és {\textstyle F_{t}} az általa mért tehetetlenségi erő. A külső megfigyelő viszont máshogy írná fel: ő azt látja, hogy a testre csak két erő hat, és a tárgy a lifttel együtt gyorsul, vagyis {\textstyle N-G=ma_{0}}.
A két egyenlet matematikailag ugyanaz, formálisan csak annyi történt, hogy az egyenletet átrendeztük. A tehetetlenségi erő valójában azonos a D'Alembert-féle erővel.

### Forgó koordináta-rendszerben fellépő tehetetlenségi erők
Általános kinematikai megfontolás:
A K inerciarendszerhez képest {\displaystyle {\vec {r}}_{O'}(t)} forgómozgást leíró (O' origójú) K' koordináta-rendszerben megfigyelt {\displaystyle {\vec {r}}'(t)} mozgás pozíciója K-ban leírva (feltéve, hogy az idő üteme a két rendszerben megegyezik):
{\displaystyle {\vec {r}}={\vec {r}}_{O'}+{\vec {r}}'}
A sebesség definíció szerint a pozíció deriváltja:
{\displaystyle {\dot {\vec {r}}}={\dot {\vec {r}}}_{O'}+{\dot {{\vec {r}}'}}}
kibontva (ez egy hosszadalmas matematikai lépéssorozat, lényegében a K' egységvektorait a forgatási mátrixszal fölírva és ezt deriválva, majd kihasználva, hogy a transzponált megegyezik az inverzzel és hogy antiszimmetrikus mátrixszal való szorzás helyettesíthető alkalmas keresztszorzással):
{\displaystyle {\vec {v}}={\vec {v}}_{O'}+{\vec {v}}'+{\vec {\omega }}\times {\vec {r}}'}
A gyorsulás ennek megfelelően a sebesség deriváltja:
{\displaystyle {\dot {\vec {v}}}={\dot {\vec {v}}}_{O'}+{\dot {{\vec {v}}'}}+{\dot {\vec {\omega }}}\times {\vec {r}}'+{\vec {\omega }}\times {\dot {{\vec {r}}'}}}
kibontva (az előző kibontásnál használt összefüggés ({\displaystyle {\dot {{\vec {r}}'}}={\vec {v}}'+{\vec {\omega }}\times {\vec {r}}'}) ismét fölhasználandó) és a tagokat csoportosítva:
{\displaystyle {\vec {a}}={\vec {a}}_{O'}+{\vec {a}}'+2\cdot {\vec {\omega }}\times {\vec {v}}'+{\vec {\omega }}\times ({\vec {\omega }}\times {\vec {r}}')+{\dot {\vec {\omega }}}\times {\vec {r}}'}
Az utolsó egyenletet az m tömeggel megszorozva a dinamikai mozgásegyenlet K-ban:
{\displaystyle (m\cdot {\vec {a}}=){\vec {F}}=m\cdot {\vec {a}}_{O'}+m\cdot {\vec {a}}'+2m\cdot {\vec {\omega }}\times {\vec {v}}'+m\cdot {\vec {\omega }}\times ({\vec {\omega }}\times {\vec {r}}')+m\cdot {\dot {\vec {\omega }}}\times {\vec {r}}'}
ezt átrendezve ({\displaystyle m\cdot {\vec {a}}'})-re, a mozgásegyenlet a K' rendszerben levő megfigyelő számára:
{\displaystyle (F+F_{tehetetlensegi}=)m\cdot {\vec {a}}'={\vec {F}}-m\cdot {\vec {a}}_{O'}-2m\cdot {\vec {\omega }}\times {\vec {v}}'-m\cdot {\vec {\omega }}\times ({\vec {\omega }}\times {\vec {r}}')-m\cdot {\dot {\vec {\omega }}}\times {\vec {r}}'}
Az ideális K inerciarendszerben mért adatokra általában nem tudunk hivatkozni, ezért - mivel csak a K' (együtt forgó) rendszerben levő adatokat írhatjuk be az egyenletbe - a vesszőzést a továbbiakban elhagyhatjuk.
A mozgásegyenlet a forgó vonatkoztatási rendszerben:
{\displaystyle m\cdot {\ddot {\vec {r}}}={\vec {F}}-m\cdot {\vec {a}}_{O'}-2m\cdot {\vec {\omega }}\times {\dot {\vec {r}}}-m\cdot {\vec {\omega }}\times ({\vec {\omega }}\times {\vec {r}})-m\cdot {\dot {\vec {\omega }}}\times {\vec {r}}}

### A mozgásegyenletben fellépő fiktív tehetetlenségi erők elnevezései
D'Alembert-féle erő
{\displaystyle {\vec {F}}_{D'A}=-m\cdot {\vec {a_{O'}}}}
A D'Alembert-féle erő az inerciarendszerhez képest gyorsuló transzlációt végző vonatkoztatási rendszerben fellépő fiktív erő. Iránya mindig a gyorsuló rendszer gyorsulásával ellentétes.
Balra kanyarodó autó anyósülésére helyezett golyó jobbra gurul a kanyarodás közben (az autóban ülő megfigyelő számára). Az úttesthez rögzített megfigyelő számára nem jelentkezik ez az erő, szerinte az autó kanyarodik ki balra a golyó alól.

#### Centrifugális erő
{\displaystyle {\vec {F}}_{centrifugalis}=-m\cdot {\vec {\omega }}\times ({\vec {\omega }}\times {\vec {r}})}
A centrifugális erő az inerciarendszerhez képest {\displaystyle \omega } szögsebességgel forgó vonatkoztatási rendszerben fellépő fiktív erő, a belső megfigyelő a centripetális erővel ellentétes irányításúnak érzékeli, vagyis radiálisan kifele mutat.
A Földön - mivel ez is forgó rendszer - a fellépő centrifugális erő csökkenti a középpont felé mutató gravitációs erőt attól függően, hogy épp melyik szélességi körön tartózkodunk. Ez a hatás a pólusoknál nulla, az Egyenlítőnél maximális.
A centrifugális gyorsulás a {\displaystyle \psi } földrajzi szélességű helyen: {\displaystyle a_{cf}=\omega ^{2}R\cos \psi \approx 0,034\cos \psi }. Magyarországon ez az érték körülbelül 0,023 m/s2.
Ennek megfelelően a centrifugális erő: {\displaystyle F_{cf}=ma_{cf}}

#### Coriolis-erő
{\displaystyle {\vec {F}}_{Coriolis}=-2m\cdot {\vec {\omega }}\times {\vec {v}}}
A Coriolis-erő az inerciarendszerhez képest {\displaystyle \omega } szögsebességgel forgó vonatkoztatási rendszerben fellépő fiktív erő, a centrifugális erővel együtt jelentkezik, iránya merőleges a kerületi sebességre.
A forgó Föld északi (déli) féltekéjén ez az eredeti pályájuktól jobbra (balra) téríti el a vízszintes síkban mozgó testeket. Az északi féltekén a folyók a jobb partjukat jobban mossák, a délin a balt. A Foucault-féle inga lengési síkja az északi féltekén negatív irányba (az óra járásával megegyezően) fordul el {\displaystyle \omega =\omega _{F}\cdot sin(\varphi )} szögsebességgel, a délin fordítva.
A függőlegesen lefele mozgó testeket mindkét féltekén kelet felé téríti el. Magyarország szélességi körén ez 100 m szabadesés alatt 1,5 cm. Ez magyarázza a passzátszeleket is.
Nyugat (kelet) felé haladó testek esetén látszólagos súlynövekedésben (súlycsökkenésben) nyilvánul meg, ez az Eötvös-effektus. Magyarországi szélességen egy 70 kg tömegű, 1 m/s sebességű testnek ez 0,001 N súlyváltozás (1 grammnyi tömeg súlya). Az egyenlítőn kelet felé 8 km/s sebességgel kilőtt lövedék súlycsökkenése éppen a saját súlya, tehát ez esetben súlytalan lenne.
A Föld lassú {\displaystyle {\Biggl (}}állócsillagokhoz viszonyított {\displaystyle \omega _{F}={\frac {2\pi }{86164\ s}}\approx 7,29\cdot 10^{-5}{\frac {1}{s}}{\Biggr )}} forgásából adódó Coriolis-erőt általában elhanyagoljuk, csak nagy hatótávolságú lövedékeknél érezteti jobban hatását, ugyanakkor egy forgó színpadon meghajoló színész is érezheti a hatását (az óramutató irányával ellentétesen forgó színpadon kifelé mozgó testre jobb oldalra mutató erő hat).

#### Euler-erő
{\displaystyle F_{Euler}=-m\cdot {\dot {\vec {\omega }}}\times {\vec {r}}}
Az Euler-erő az inerciarendszerhez képest {\displaystyle \beta ={\dot {\omega }}(t)\neq 0} szöggyorsulással és {\displaystyle \omega (t)} szögsebességgel forgó vonatkoztatási rendszerben fellépő fiktív erő, ez a forgó rendszer tangenciális (érintő menti) gyorsulásának járuléka.

## A gravitáció, mint fiktív erő
Lásd még: Általános relativitás-elmélet
Albert Einstein általános relativitás-elméletében a gravitáció fiktív erőként jelenik meg. A tehetetlenségi erők mindig annak a testnek a tömegével arányosak, amelyre hatnak, és mivel ugyanez igaz a gravitációs vonzóerőre is, Einstein felvetette, ez is egy fajta tehetetlenségi erő lehet. Azt a tényt figyelembe véve, hogy szabadon eső megfigyelő nem érzi a saját súlyát, a gravitációra mint fiktív erőre tudott tekinteni, és a látszólagos gyorsulást a téridő görbületének tulajdonította.

## Fordítás
- Ez a szócikk részben vagy egészben  a   Fictitious force című angol Wikipédia-szócikk ezen változatának fordításán alapul.  Az eredeti cikk szerkesztőit annak laptörténete sorolja fel. Ez a jelzés csupán a megfogalmazás eredetét és a szerzői jogokat jelzi, nem szolgál a cikkben szereplő információk forrásmegjelöléseként.